# Hanna – Folge deinem Herzen
Hanna – Folge deinem Herzen (vormals Alisa – Folge deinem Herzen) ist eine deutschsprachige Telenovela. Sie wurde im Potsdamer Fernsehzentrum Babelsberg auf dem Gelände von Studio Babelsberg für das ZDF in Koproduktion mit dem ORF und dem SF produziert. Bis Folge 240 spielte Theresa Scholze die Titelrolle Alisa Lenz, daraufhin übernahm Luise Bähr von Folge 241 bis Folge 370 als Hanna Sommer den Hauptpart.

## Hintergrund

### Ausstrahlung
Die Telenovela wurde vom 2. März 2009 bis 17. September 2010 montags bis freitags um 14:25 auf ORF 2, um 16:15 Uhr im ZDF und um 16:55 auf SF1 gezeigt. Die Wiederholungen liefen am folgenden Werktag um ca. 10:15 Uhr (ORF 2 und SF zwei), 10:30 Uhr (ZDF) und 11:55 Uhr (SF 1).
Im ZDF hatte Alisa – Folge deinem Herzen die Nachfolge des Sendeplatzes von  Julia – Wege zum Glück übernommen. Es waren zunächst 240 Folgen geplant, die innerhalb eines Jahres ausgestrahlt werden sollten. Anfang Dezember 2009 verkündete der Sender, dass die Telenovela im folgenden Jahr um weitere 130 Folgen verlängert und unter dem neuen Titel Hanna – Folge deinem Herzen fortgesetzt werde. Die Titelrolle spielte von nun an Luise Bähr, die zum nahtlosen Übergang bereits einige Folgen zuvor in die Serie eingestiegen war. Die zweite Staffel startete mit einem Zeitsprung von einer Woche in Folge 241.
Anfang Juni 2010 wurde bekannt gegeben, dass die Serie nach den geplanten 130 Folgen im September 2010 zu Ende gehen werde, am 16. Juli 2010 fiel die letzte Klappe für Luise Bähr und Simon Böer. Ab dem 20. September 2010 wurde auf den Sendeplätzen von Hanna die Telenovela Lena – Liebe meines Lebens ausgestrahlt.

## Handlung

### Staffel 1
Alisa und Christian Castellhoff (Kapitel 1–240)
Alisa Lenz macht sich mit 27 Jahren auf den Weg von der Großstadt Berlin in das fiktive Städtchen Schönroda im Harz zu ihrer Adoptivfamilie. Von ihrem Freund, der sie mit anderen Frauen betrogen und auf ihren Namen Schulden gemacht hatte, hat sie sich getrennt. In Schönroda wagt sie einen Neuanfang und begegnet auf dem Weg dorthin der Liebe ihres Lebens.
Wie sich bald herausstellt, ist Christian Castellhoff, Junior-Chef des größten Arbeitgebers Schönrodas, „Castellhoff Optische Werke“, bereits mit der Leiterin der Rechtsabteilung des Linsenunternehmens und Anwältin der Familie, Ellen Burg, verlobt. Schnell wird Alisa für die kontrollsüchtige, berechnende Justiziarin ein Dorn im Auge und wittert immer wieder Vertrauensbrüche von Seiten ihres Ehegatten in spe, der soeben aus Kanada zurückgekehrt ist und das Familienunternehmen nun durch seine innovativen ökologischen Ideen, die er im Ausland gesammelt hat, bereichern möchte. Allerdings hütet sie selbst das Geheimnis, ihn während seiner zweijährigen Abstinenz mit dessen Onkel Oskar, dessen Firmenziele mehr auf den Gewinn als den Umweltfaktor ausgerichtet sind, betrogen zu haben. Sie wird schwanger und hat keine Skrupel, Oskars Sohn gemeinsam mit Christian als Kuckuckskind großziehen zu wollen. Später verliert sie das Kind allerdings bei einem verheerenden Brandunfall in der alten, sanierungsbedürftigen Fabrik der Glasdynastie, an dem Oskar nicht unbeteiligt ist.
Alisa erhält eine Festanstellung als Feinoptikerin in der Firma, hat jedoch den Traum, ihrem leiblichen verstorbenen Vater, Hans Himmelreich, nachzueifern und sich mit der Herstellung ihres eigenen Kristallschmucks selbstständig zu machen. Besonders packt sie das Geheimnis des Regenbogenkristalls, das Hans mit ins Grab genommen hat. Nach einer Intrige Oskars wird sie der Untreue gegenüber der Firma bezichtigt und auch Christian hält nicht zu ihr. Sie geht von nun an ihren eigenen Weg und nimmt das Angebot ihrer mütterlichen Freundin Liliana Castellhoff an, mit deren Geschäftserfahrungen ihre eigene Firma, „Alisas Himmelreich“, zu führen. Liliana leidet unter einer retrograden Amnesie und kann ihre Biographie nur bis zu dem Zeitpunkt zurückverfolgen, als Ehemann Ludwig, dessen erste Ehefrau bei einem Unfall verstorben war, sie auf Gomera entdeckte. Jedoch enthalten sowohl er als auch Alisas Adoptiveltern den beiden in eigenem Interesse die Mutter- bzw. Tochterschaft vor, auf deren Spur sie ein besonderer Kristallanhänger brachte, von dem Hans einstmals jeweils einen für Alisa und Liliana anfertigte. Die Betrogenen können ihren Familien nur schwer verzeihen, um das Recht auf die Wahrheit hintergangen worden zu sein. Zusätzlich fälscht Ellen, die verhindern will, dass Alisa in die Familie Castellhoff aufgenommen wird, den zweiten Mutterschaftstest, der endgültige Klarheit bringen soll.
Alisa, die inzwischen mit Paul Hartmann, Hausarzt der Castellhoffs, liiert ist, und Christian kommen sich wieder näher, als er sich wegen zu grundsätzlicher Weltanschauung von Ellen scheiden lässt. Beiden kommt der Verdacht, dass Ellen und Oskar seit längerem in illegalen Waffenhandel verstrickt sind. Der letzte Deal platzt, Oskar verwischt seine Spuren und liefert seine Komplizin ans Messer, indem er Beweise fälscht. Um zu verhindern, dass Christian sie anzeigt, entführt Ellen ihren Ex-Mann und bringt ihn versehentlich in Lebensgefahr, bevor es ihr gelingt, sich mit dem kompletten Gewinn aus dem Waffenhandel ins Ausland abzusetzen. Dem nicht genug, kommt der todkranke Ludwig nur wenig später hinter Oskars Beteiligung an dem Skandal. Oskar nutzt den Hirntumor seines älteren Bruders, um zu vertuschen, ihn eigenhändig ertränkt zu haben, womit er sich zusätzlich das Erbe als alleiniger Geschäftsführer sichert – vorerst. Nach ihrer Hochzeit brechen Alisa und Christian in ihr neues Leben nach Kanada auf und sind Eltern einer Tochter.

### Staffel 2
Hanna und Maximilian Castellhoff (Kapitel 241–370)
Hanna Sommer, die mit ihrer Freundin Alexandra Franck wegen eines Klassentreffens aus Hamburg nach Schönroda kommt, erfährt, dass der Fischerkrug, das Gasthaus ihres Vaters Heinrich Sommer und ihrer Oma Gitti, kurz vor dem Ruin steht. Als ihr Vater kurz darauf an einem Herzinfarkt stirbt, steht für Hanna fest, dass sie ihrer Oma helfen muss, und übernimmt mit Alexandra den Fischerkrug. Bevor sie nach Schönroda kam, lernte sie auf La Gomera Maximilian Castellhof kennen, den sie später durch Zufall wiedertrifft. Zunächst kommt dieser jedoch mit Alexandra zusammen.
Zudem taucht Maximilians Noch-Ehefrau Maja in Schönroda auf und hofft, dass Maximilian und sie wieder zueinander finden. Dabei erhält sie Unterstützung von ihrer Schwiegermutter Edith, die auf keinen Fall Hanna in ihrer Familie haben möchte, da Edith ein dunkles Geheimnis verbirgt. Maja unternimmt vieles und für eine kurze Zeit werden Maximilian und sie auch wieder ein Paar. Doch die Beziehung hält nicht lange, woraufhin Maja und Finn, der gemeinsame Sohn von ihr und Maximilian, Schönroda wieder verlassen.
Hanna hat inzwischen mit Alexandra gebrochen, da letztere mit Oskar gemeinsame Sache gemacht hat. Nach seiner Haftentlassung drängte sich dieser in Ediths und Maximilians Familienunternehmen, Castell Cuisine, und versucht mit allen Mitteln, den Fischerkrug zu ruinieren. Außerdem erfährt er, dass nicht Jonas, sondern er der Vater von Danas Sohn David ist. Nach der Entführung seines Kindes wird Oskar polizeilich gesucht und lässt sich von Edith in der Villa verstecken. Auf seiner Flucht wird der bewaffnete Oskar von SEK-Beamten niedergestreckt und stirbt an einer Schussverletzung.
Hanna und Alexandra können sich nach einiger Zeit wieder versöhnen, zudem kommen sie und Maximilian endlich zusammen. Kurz nach der Verlobung krönen sie ihre Liebe mit einer Traumhochzeit am See von Schönroda. Sie brechen bald darauf nach La Gomera auf und eröffnen dort ein gemeinsames Restaurant.

## Auszeichnungen

### Schauspieler
German Soap Award 2011
Nominierungen:
- Beste Darstellerin Telenovela – Luise Bähr, Grit Boettcher
- Bester Darsteller Telenovela – Simon Böer, Philipp Langenegger
- Bestes Liebespaar – Luise Bähr & Simon Böer
- Bösester Fiesling – Andreas Hofer
- Bester Newcomer – Sophie Lutz
- Sexiest Woman – Luise Bähr
- Sexiest Man – Mickey Hardt

## Besetzung
Hauptartikel: Hanna – Folge deinem Herzen/Rollenbesetzung